# Smakkerup Huse

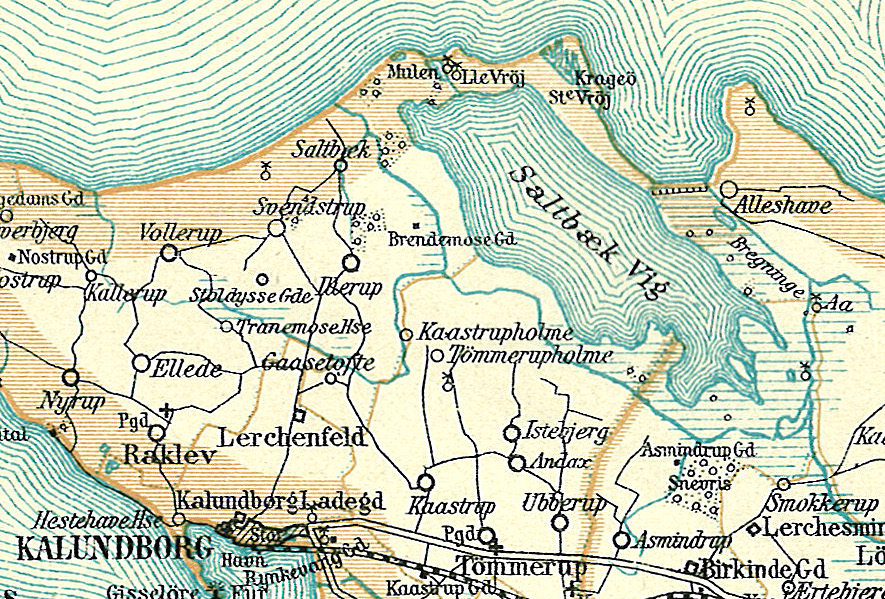
Lage – rechts unten

Smakkerup Huse ist (kein Haus) ein mittelsteinzeitlicher Fundplatz der Ertebølle-Kultur südöstlich des 15,9 km² großen ehemaligen Fjordes und heutigen Sees Saltbæk Vig, nördlich von Kalundborg auf der dänischen Insel Seeland.
Der im ersten Jahrzehnt des 20. Jahrhunderts entdeckte und von Jäger und Sammlern zwischen 5000 und 4000 v. Chr. bewohnte Platz wurde in den 1990er Jahren ausgegraben. Er ist für die Erhaltung von Gegenständen aus Holz bedeutend. Wenngleich Spuren von Menschen und Wohnbauten nicht erhalten sind, belegen Reste von Fischen, Robben und Schalentieren sowie terrestrischer Fauna, (Reh- und Rotwild) sowie Weißdornfrüchte, dass der Küstenwohnplatz ganzjährig benutzt wurde.
Belege für eine neolithische (3900–2800 v. Chr.) Nutzung werden durch den Fund von Knochen domestizierter Rinder erbracht, die eine Ergänzung der Nahrung lieferten, die auf den bereits mittelsteinzeitlichen Quellen basierte.
Holz- und Knochenwerkzeuge einschließlich einem Bogen aus Ulmenholz, Teilen eines Einbaums mit Axtspuren und einer Reuse, deuten an, dass vor Ort Boote hergestellt wurden. Zu den persönlichen Dingen, die am Smakkerup Huse gefunden wurden, gehören ein Bernsteinanhänger, ein bemalter Kiesel, Lampen, kleine Tassen und durchlochte Tierzähne.